# دین و همجنس‌گرایی
رابطهٔ میان دین و همجنس‌گرایی می‌تواند با توجه به زمان و مکان تا حد زیادی متفاوت باشد، در درون ادیان و بین ادیان و فرقه‌های مختلف، و با توجه به شکل‌های مختلف همجنس‌گرایی و دوجنس‌گرایی. امروزه آموزه‌های ادیان بزرگ جهان و نگرش آن‌ها نسبت به این گرایش‌های جنسی، چه کلّی و چه در هر فرقه، بسیار متفاوت است.
سه دین ابراهیمی یهودیت، مسیحیت و اسلام آشکارا با همجنس‌گرایی مخالفت کرده‌اند، اما برخی مسیحیان در این زمینه نظرگاه متفاوتی دارند چنان‌که بعضی کلیساها عقد شرعی همجنس‌گرایان را جاری می‌کنند و برخی نیز، این عمل را مطرود می‌دانند. بعضی عقیده دارند که همجنس‌گرایی خود یک گناه است در حالی که عده‌ای دیگر تنها اعمال همجنس‌گرایانه را گناه می‌دانند.

## دیدگاه یهودیت
در آئین یهود، در مذهب ارتدکس آمیزش جنسی بین دو همجنس پذیرفتنی نیست. اما در سه مذهب دیگر یعنی اصلاح‌گرا و نوسازمان‌گرا و محافظه‌کار، همجنس‌گرایی به عنوان یک شیوهٔ زندگی پذیرفته شده و اجازهٔ ورود به مرحلهٔ خاخامی وجود دارد. هرچند متخصصان عهد عتیق هم به این نکته اشاره کرده‌اند که رسم رایج در میان قوم لوط چیزی از جنس همان نوع روابطی بوده است که در یونان باستان و سایر فرهنگ‌های گذشته رواج داشته و در فرهنگ عرفانی ایران از آن تحت عنوان «صحبت احداث» یا «شاهدبازی» یاد می‌کرده‌اند، یعنی رابطه‌ای که همراه با تماس جنسی با کودکان و نوجوانان بوده است، همان که امروز در مناطقی از ایران و افغانستان از آن به عنوان «بچه‌بازی» یاد می‌شود. برخی مفسران تورات چنین گفته‌اند که از منظر تورات تنها روابط همجنس‌خواهانه ممنوع است و عشق همجنس‌گرایانه همانند عشق دگرجنس‌گرایانه طبیعی است.

## دیدگاه مسیحیت

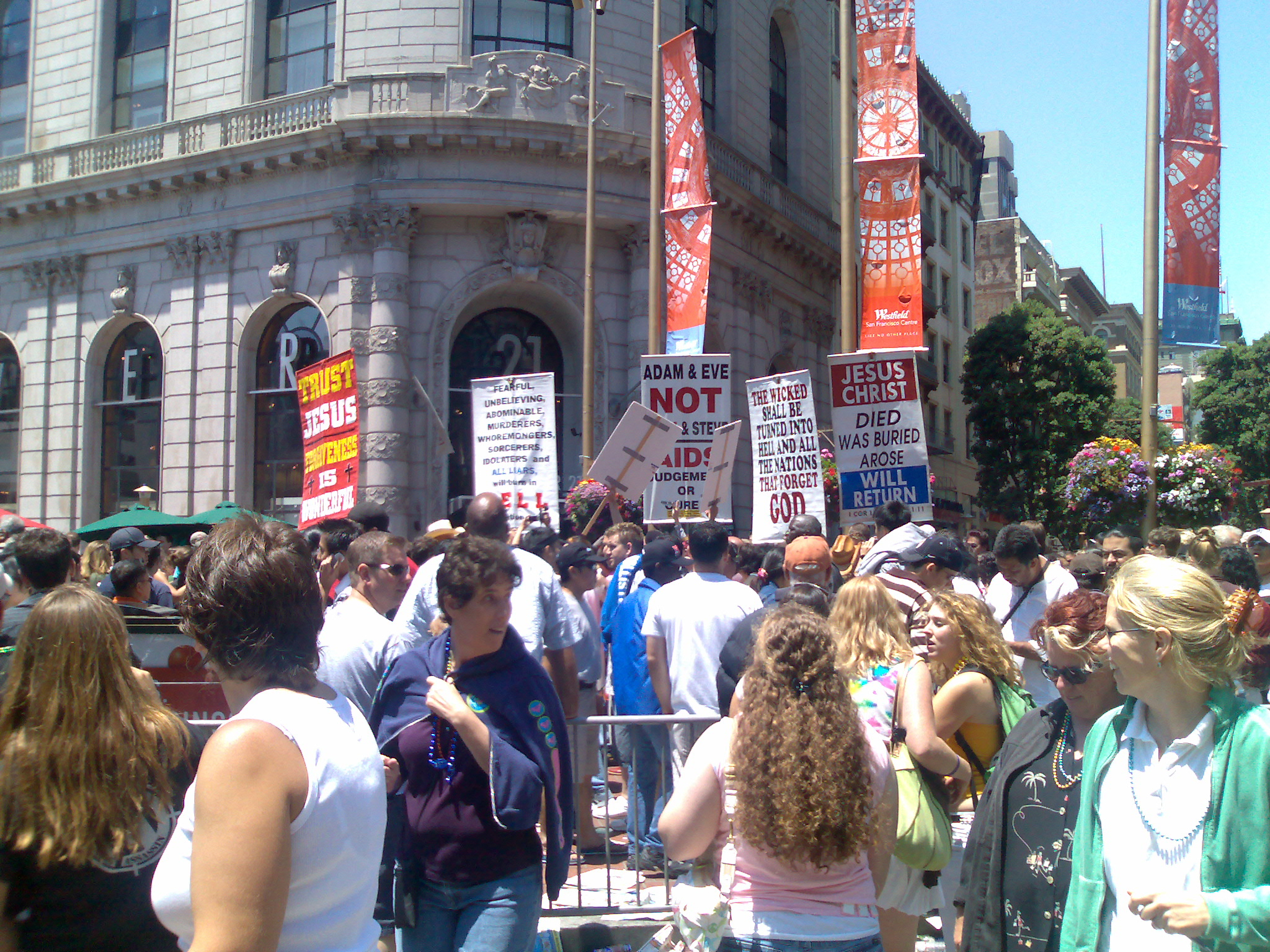
معترضان مسیحی محافظه‌کار در یک رژه همجنس‌گرایان در سان فرانسیسکو سال ۲۰۰۶

بیشتر مکاتب مسیحی همجنس‌گرایان را طرد نمی‌کنند اما اکثر آن‌ها بر این نکته پافشاری می‌کنند که روابط همجنس‌خواهانه گناه است. هرچند که برخی دیگر همجنس‌گرایی را گناه نمی‌دانند.
در عهد جدید در هیچ‌جا سخنی به نقل از مسیح نیامده است که مبتنی بر منع همجنس‌گرایی باشد حتی بعضی از نواندیشان دینی آیات ۱۰ الی ۱۲ باب نوزدهم انجیل متی به نقل از عیسی را در تأیید این موضوع که همجنس‌گرایان، همجنس‌گرا به دنیا می‌آیند، می‌دانند اما در بعضی از کتب عهد جدید اعمال همجنس‌گرایانه به وضوح منع شده است برای نمونه اعمال همجنس‌گرایانه یکی از گناهانی است که در اول قُرَنتیان ذکر می‌شود که انسان را از ملکوت خداوند بازمی‌دارد. و در کتاب رومیان باب یک، همجنس‌گرایی را نشانهٔ این می‌داند که چطور خداوند گناهکاران را در شهوتشان رها می‌کند و می‌گوید: پس خدا نیز ایشان را در شهواتی شرم‌آور به حال خود واگذاشت. حتی زنانشان روابط غیرطبیعی را جایگزین روابط طبیعی کردند. به همین سان مردان نیز از روابط طبیعی با زنان دست کشیده، در آتش شهوت نسبت به یکدیگر سوختند. مرد با مرد مرتکب اعمال شرم‌آور شده، مکافات در خور انحرافشان را در خود یافتند. همچنین در کتاب اول تیموتائوس باب یک آیهٔ ۱۰ اعمال همجنس‌گرایانه منع شده و در کتاب یهودا آیه هفتم به داستان سدوم و گموراه اشاره می‌شود
کلیساها در قرون وسطی مواضعی سرسخت از خود در برابر همجنس‌گرایی نشان می‌دادند و کیفر همجنس‌گرایی مرگ بوده است. در عین حال به نظر می‌آید نظرهای بعضی از اعضای کلیسا چندان در موافقت با دیدگاه رسمی کلیسا نبوده است؛ دست کم رفتار و گرایش‌های جنسی آن‌ها گویای چنین چیزی است و همواره این گمان وجود داشته است که در میان کشیشان، همجنس‌گرا و همجنس‌گرایی نیز وجود دارد. پیتر دامیان یک اصلاح‌طلب پاپی در کوششی ناکام بر آن شد مدارکی را دال بر این ادعا به پاپ ارائه کند.
هم‌اکنون  واتیکان و پاپ به همجنس‌گرایان و همجنس‌گرایی روی خوش نشان نمی‌دهند و آن را گناه می‌دانند. همچنین کلیسای ارتدکس نیز هرگونه رابطه بین دو همجنس را مردود می‌داند. با این وجود برخی کلیساها همچون کلیسای انگلیکان کانادا، کلیسای منونایت هلند و کلیسای سوئد و بسیاری دیگر از کلیساها در کشورهایی همچون نروژ و آلمان ازدواج همجنس‌گرایان را رسمی می‌دانند و آن را تقدیس می‌کنند. برخی از اساتید الهیات پیشنهاد کرده‌اند کلیساهای کاتولیک نباید درهای خود را بر روی زوج‌های همجنس‌گرا ببندد.
در سال ۲۰۱۱ و پس از قتل یکی از فعّالان حقوق همجنس‌گرایان در اوگاندا اسقف اعظم کانتربری بیانیه‌ای صادر کرد که در آن هشدار داده بود نباید از همجنس‌گرایان چهره‌ای اهریمنی نشان داد. او افزوده بود سخنانی که چهره‌ای شیطانی از همجنس‌گرایان نشان می‌دهد عواقب خطرناکی دارد. از بیانیهٔ او، اکثر رهبران مذهبی انگلیکان حمایت کردند. آن‌ها در حمایت از چنین بیانیه گفته بودند: ما از این سخنان حمایت می‌کنیم چرا که هیچ‌کس نباید به خاطر تعصب‌های دیگران در ترس و وحشت زندگی کند.

## دیدگاه اسلام
اصطلاح همجنس‌گرایی در واژه‌شناسی اسلامی وجود ندارد ولی نزدیک‌ترین واژه به آن عبارت «لواط» است که اعمال جنسی میان دو مرد است که برگرفته از نام قومی است که در قرآن به‌عنوان قوم لوط آمده است:
و لوط را به یاد آر زمانی که به قوم خود گفت: آیا به چنان زشت‌کاری دست می‌زنید که هیچ‌کس از مردمان در آن بر شما پیشی نگرفته است؟ (۸۰) شما از روی شهوت (میل زیاده‌خواهانه) به غیر زنان، بر مردان درمی‌آیید، آری، شما قومی اسراف‌کارید. (۸۱) و پاسخ قومش جز این نبود که گفتند: آنان را از شهرتان بیرون کنید، زیرا که خود را پاکیزه می‌شمارند. (۸۲)
قرآن در آیات گوناگونی، داستان لوط و قوم او را بیان می‌کند و برای عمل این قوم تعابیر مانند فحشا، اسراف، جرم،  ظلم، خباثت، جهالت و فسق آورده است.
در احادیث، لواط از سوی محمد، پیامبر اسلام و تمامی امامان شیعه نهی شده و از عواقب اخروی آن به شدت یاد شده است. مجازات‌های دنیوی سنگینی نیز برای لواط و دیگر کنش‌های همجنس‌خواهانه در نظر گرفته شده است. در فقه شیعه و قوانین ایران؛ لواط، که معمولاً دخول کامل مقعدی بین دو مرد تعریف می‌شود، کیفر اعدام دارد، تفخیذ و قراردادن آلت تناسلی بین دو کپل مجازات حدی ۱۰۰ ضربه تازیانه و در بار سوم یا چهارم اعدام، بوسیدن پسران از روی شهوت و خوابیدن عریان دو مرد یا دو زن در زیر پوشش مشترک، بدون وجود ضرورت، مجازات تعزیری دارد. مساحقه به‌معنی آلت‌مالیِ دو زن نیز مستحق مجازات حدی یک‌صد ضربه شلاق و در نوبت چهارم مستوجب اعدام است.
روایتی از صادق، امام ششم شیعیان، می‌گوید اگر آمیزش با پسران حلال بود، مردان از زنان بی‌نیاز می‌شدند و این موجب قطع نسل بشر می‌شد و مفاسد زیاد اخلاقی و اجتماعی به بار می‌آورد. و در حدیثی منتسب به علی امام هشتم شیعیان وی تحریم همجنس‌گرایی را به این دلیل می‌داند: فلسفهٔ تحریم مردان بر مردان و زنان بر زنان این است که این امر بر خلاف طبیعتی است که خداوند برای زن و مرد قرار داده و به‌خاطر این است که اگر مردان و زنان همجنس‌گرا شوند، نسل بشر قطع می‌گردد، و تدبیر زندگی اجتماعی به فساد می‌گراید، و دنیا به ویرانی می‌کشد. 
در مذهب شافعی فتاوایی از برخی فقها آمده که بر اساس آن لواط با غلام مملوک (عبد) حد ندارد و مخالفینشان نیز آن را به حلال بودن لواط تعبیر کرده‌اند. برای مثال ناصرخسرو می‌سراید:
| می و قیمار و لواطت به طریق سه امام |  | مر ترا هر سه حلال است، هلا سر بفراز |

مشهور است مالک بن انس پیشوای مذهب مالکی لواط را جایز دانسته، هرچند در المؤطای مالک چنین چیزی وجود ندارد و مالکیان نیز آن را قبول ندارند. مرتضی راوندی در کتاب تاریخ اجتماعی ایران در این مورد نوشته است: «شاهدبازی حرام است و همهٔ پیران و زاهدان کنند. وقتی فقهای اربعه با این اوضاع روبه‌رو می‌شدند ناچار بودند فتوایی بدهند که نه سیخ بسوزد نه کباب؛ لذا برخی غلام غیرمملوک را منع و غلام مملوک را تجویز کرده‌اند.»

## دیدگاه بهائیت
در آیین بهائی آمیزش جنسی تنها میان مرد و زنی که پیوند زناشویی بسته‌اند مجاز است. شوقی افندی در توضیح ممنوعیت روابط همجنس‌گرایانه گفته است: «هر قدر عشق و محبت بین دو همجنس شدید و خالص باشد، اگر به روابط جنسی منجر گردد نادرست و خطاست.»

## دیدگاه بودایی‌گری
از نظر تاریخی اولین دینی که همجنس‌گرایان را به دید گناهکار نگاه نکرد، بودیسم بود. وقتی نخستین بار ایدز در آمریکا فراگیر شد، به نظر می‌رسید که این بیماری عمدتاً به مردان همجنس‌گرا منحصر می‌شود، از آنجا که سنن مسیحی همجنس‌گرایی را محکوم می‌کرد، این کار در بین عموم مردم آمریکا پسندیده و شناخته‌شده نبود، مددکاران مذهبی نیز غالباً بیماران ایدزی را از خود طرد می‌کردند، به‌علاوه با همه‌گیر شدن ایدز در میان معتادان تزریقی، پیوستگی ایدز و گناه حتی استحکام بیشتری یافت، در این بین بوداییان آمریکایی نخستین گروه‌های مذهبی بودند که با این طرز برخورد به مخالفت برخاستند، به این سبب که آئین بودا با مفهوم گناه بیگانه بود و همجنس‌گرایی را نیز محکوم نمی‌کرد، بیماری ایدز را نه تنها خفّت‌بار یا نوعی مجازات برای بیماران نمی‌دانست، بلکه آن را نمونهٔ دیگری از سرشت دردبار هستی و مبتلایان به آن را هم‌نوعانی نیازمند به محبت و مراقبت می‌پنداشت، به این ترتیب پیروان آئین بودا از همجنس‌گرا گرفته تا غیر، در کمک‌رسانی به بیماران ایدزی در ردیف اول قرار می‌گرفتند. بعدها رهبر بوداییان تبتی دالایی لاما رویکرد حمایتی از همجنس‌گرایان را در پیش گرفت. وی در گفتگو با مجلهٔ آوت در سال ۱۹۹۴ توضیح داد: اگر کسی پیش من بیاید و بپرسد که آیا همجنس‌گرایی درست است یا نه، من خواهم پرسید: نظر شریک زندگی شما چیست؟ اگر شما هر دو توافق دارید، آن زمان فکر می‌کنم بتوان گفت که رابطهٔ دو مرد یا دو زن با یکدیگر در صورت رضایت هردوی آنها چنانچه هیچ ضرری به دیگران نرسانند مسئله‌ای نیست. با این حال، در سال ۱۹۹۶ در کتاب خود بنام «فراتر از تعصب»، او صریحاً می‌گوید: همجنسگرایی، چه بین مردان یا بین زنان، به خودی خود نادرست نیست، چیزی که نادرست است استفاده از عضو نامناسب برای برقراری رابطه است.

## دیدگاه برهمایی‌گری
هم‌اکنون همجنس‌گرایی در میان پیروان مذهب هندو به‌طور کلی پذیرفته شده است با این همه از آن جا که متون این مذهب به‌طور صریح و روشن در مورد همجنس‌گرایی جهت‌گیری نمی‌کند همجنس‌گرایی در میان هندوها دارای مخالفان و موافقانی هست. برای نمونه مخالفان طبیعی خواندن همجنس‌گرایی بیان می‌کنند که عشق واقعی میان یک زن و یک مرد می‌تواند رخ دهد و از همین جهت آمیزش جنسی تنها در میان یک زن و یک مرد پذیرفتنی است در حالی که موافقان ابراز می‌دارند در هیچ‌یک از متون مذهب هندو ذکر نشده که عشق تنها میان دو جنس مخالف است و از آن جا که عشق و پیوند رمانتیک میان دو همجنس نیز می‌تواند رخ دهد، پس آمیزش جنسی با همجنس نیز طبیعی است.

## دیدگاه شیطان‌پرستی
در شیطان‌پرستی، هر نوع آمیزش جنسی که بین دو فرد بالغ و رضایتمند انجام شود پذیرفتنی است و همجنس‌گرایی نیز منعی ندارد.
آنها از قانونی شدن ازدواج همجنس‌گرایان نیز حمایت می‌کنند.

## پذیرش همجنس‌گرایی از سوی برخی دینداران ابراهیمی
در مسیحیت، برخی کلیساها همچون کلیسای انگلیکان کانادا، کلیسای منونایت هلند و کلیسای سوئد و بسیاری دیگر از کلیساها در کشورهایی همچون نروژ و آلمان ازدواج همجنس‌گرایان را رسمی می‌دانند و آن را تقدیس می‌کنند. برخی از اساتید الهیات پیشنهاد کرده‌اند کلیساهای کاتولیک نباید درهای خود را بر روی زوج‌های همجنس‌گرا ببندد. و برخی همجنس‌گرایی را گناه نمی‌دانند.
در گرایش‌هایی از یهودیت، یعنی نوسازمان‌گرا و محافظه‌کار همجنس‌گرایی به عنوان یک شیوهٔ زندگی مورد قبول است و اجازهٔ ورود به مرحلهٔ خاخامی وجود دارد.
به‌طور کلی دیدگاه مسلمانان در مورد همجنس‌گرایی به دو دسته تقسیم می‌شود؛ گروهی که همجنس‌گرایی را عملی گناه و انحرافی جنسی و قابل‌تغییر می‌دانند و گروهی که همجنس‌گرایی را به عنوان یک گرایش طبیعی جنسی به رسمیت می‌شناسند.

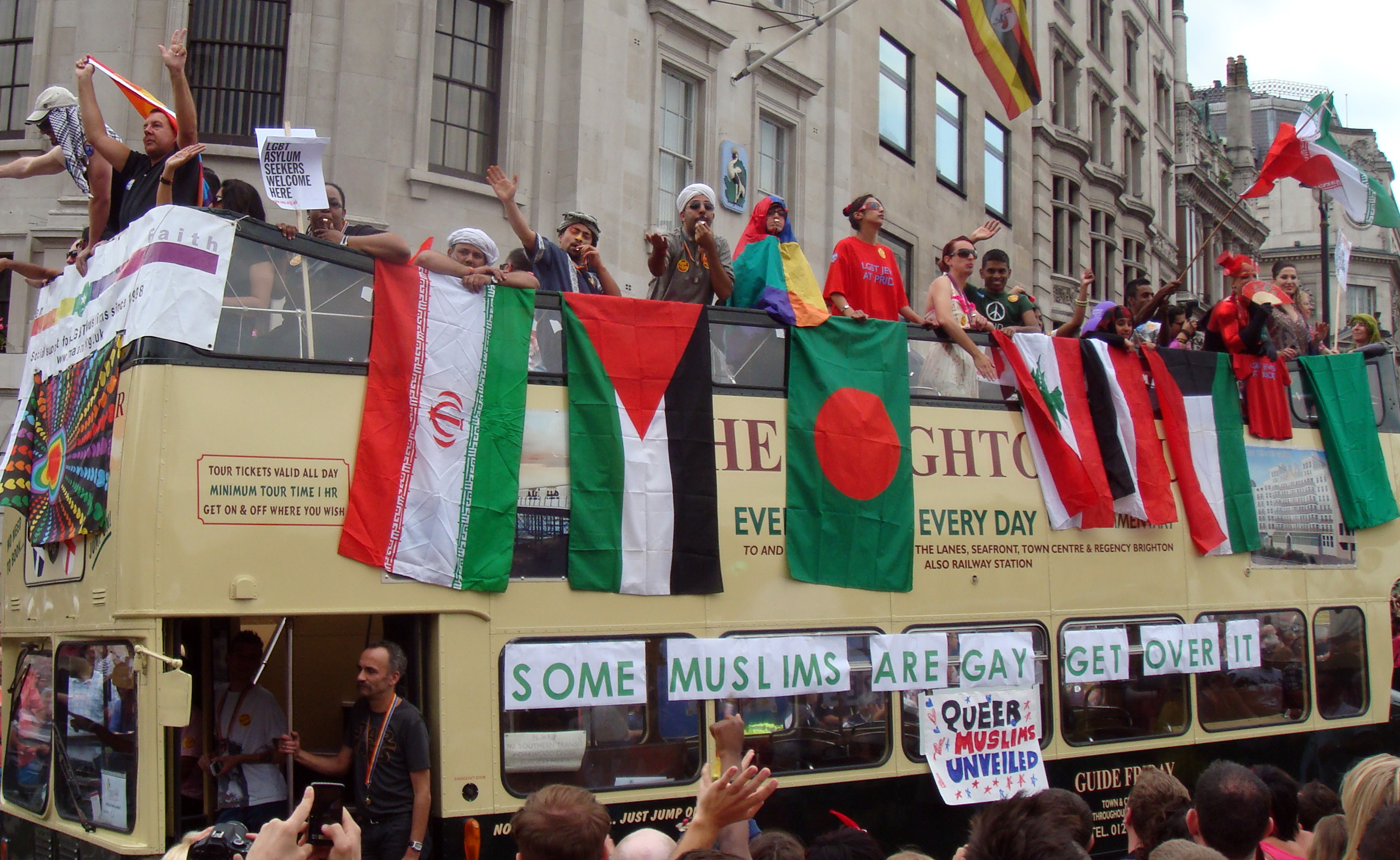
اتوبوسی از مسلمانان همجنس‌گرا در رژه همجنس‌گرایان لندن. روی آن نوشته شده است: «بعضی از مسلمانان همجنس‌گرا هستند. با آن کنار بیایید.»

با تمام سرسختی‌هایی که در مقابل همجنس‌گرایی در میان علمای اسلام وجود دارد، تعداد بسیار کمی از امامان مساجد نه تنها اسلام را مخالف همجنس‌گرایی نمی‌دانند بلکه ازدواج دو زوج همجنس را به‌صورت دینی، یعنی نکاح، به اجرا درمی‌آورند.
محسن کدیور نواندیش دینی، همجنس‌گرایی را در اسلام رد می‌کند. اکبر گنجی همجنس‌گرایی را طبیعی دانسته و دیدگاه محسن کدیور را نقد کرده است.
عبدالکریم سروش، نواندیش دینی، در جلسهٔ پرسش‌وپاسخ با جمعی از دانشجویانِ ایرانیِ دانشگاه تورنتو، حق‌خواهی همجنس‌گرایان را مسئلهٔ جدیدی می‌داند که او هنوز قادر نشده سخن قاطعی در باب آن بگوید.
به‌گفتهٔ آرش نراقی استاد فلسفه دین، برای بررسی دیدگاه اسلام دربارهٔ همجنس‌گرایی بایستی به تمایز همجنس‌گرایی و لواط توجه کرد. همجنس‌گرایی نوعی روش زندگی جدید است که در آن شخص از انکار و سرکوب گرایش جنسی خود دست برداشته و آن را در شیوهٔ زندگی خود رعایت می‌کند، چنین مفهومی مطلقاً برای پیشینیان شناخته‌شده نبوده است. در حالی که لواط در فرهنگ دینی، ادبی و حقوقی به یک عمل جنسی اشاره دارد که عمدتاً بین یک مرد بالغ و یک نوجوان واقع می‌شود. صرف آمیزش جنسی با همجنس شخص را همجنس‌گرا نمی‌کند و ممکن است شخصی خود را همجنس‌گرا بداند ولی آمیزش جنسی با همجنس نداشته باشد. به بیان منطقی رابطهٔ این دو عموم و خصوص من وجه است. در قرآن آنچه به‌صراحت نهی شده «عمل زشت» قوم لوط است و شواهد و قرائن قرآنی و روایی نشان می‌دهد که عمل رایج در میان قوم لوط نوعی تجاوز به عنف بوده که بیشتر قربانیان آن کودکان و نوجوانان بوده‌اند و همان‌طور که متخصصان عهد عتیق تأیید کرده‌اند به «شاهدبازی» و «صحبت احداث» شباهت داشته که در یونان باستان و فرهنگ ایرانی-اسلامی هم دیده می‌شود و البته چنین روابطی امروزه به‌هیچ‌وجه همجنس‌گرایی نامیده نمی‌شوند. همچنین در قرآن هیچ اشاره‌ای به همجنس‌گرایی زنانه نشده، هرچند در پاره‌ای روایات ماجرای اصحاب رس و سرنوشت آن‌ها با عمل مساحقه ارتباط داده شده، اما در قرآن قرینه‌ای برای پشتیبانی این ادعا موجود نیست. همچنین بر اساس تفسیر المیزان، از تفاسیر معتبر شیعی، در قرآن آمده است که هنگامی که دو فرشته به‌صورت دو پسر نوجوان بر لوط ظاهر شدند این قوم به هر نحو خواستار برقراری آمیزش جنسی با آن‌ها بوده‌اند و به خانهٔ لوط هجوم می‌برند که مصداقی از تجاوز و امری است که امروزه از آنان به‌عنوان بچه‌بازی یاد می‌شود. همچنین ابراهیم پیامبر، با آگاهی به کارهای قوم لوط به دفاع از آنان پرداخت و با خداوند مجادله نمود اما مورد سرزنش خدا قرار نگرفت بلکه حس شفقت او ستوده گشت.

## یادداشت
1. ↑  Peter Damian